# Viridoturris corona
Viridoturris corona é uma espécie de gastrópode do gênero Viridoturris, pertencente a família Turridae.